# Cassette
Cassette — дебютний студійний альбом українського рок-музиканта SadSvit, був самостійно виданий 13 грудня 2021 року. Для його запису Богдан використовував лише: мікрофон, гітару і програму FL Studio. За його словами альбом був записаний за два тижні.
|                                           | Саме ніч для мене той час, коли я можу повністю відчути вайб всередині й передати його на тло музики. Щодо зведення, то в моїй стилістиці переважають думерські касетні настрої, які закидають тебе кудись у далеке дитинство, дозволяють відчути себе в затишному будинку з чашкою кави чи цигаркою |
| — SadSvit в інтерв'ю для сайту "Неформат" | |

18 квітня 2022 полк «Азов» поширив відео про будні бійців, що боронять місто Маріуполь, використавши пісню «Касета» в якості фонової музики. Згодом його поширили популярні Telegram-канали і скоро пісня очолила чарти Spotify Viral 50 та Shazam Top 200.
|                                        | Відео мені почали кидати друзі, знайомі та просто невідомі люди. Для мене це було повною неочікуваністю. Давніше я бачив військові едіти під “Касету”, проте не очікував, що відео про “Азов” змонтують саме на мою пісню |
| — SadSvit в інтерв'ю для сайту "Slukh" | |

Версії альбому для Bandcamp і Spotify відрізняються треклистом.
Вже через три дні, 16 грудня, був випущений другий студійний альбом SadSvit — «20&21».

## Треклист
| #  | Назва                                    | Тривалість |
| -- | ---------------------------------------- | ---------- |
| 1. | «Касета»                                 | 02:24      |
| 2. | «Вдома не буду» (за участі Стул Сталина) | 02:45      |
| 3. | «Молодість»                              | 02:30      |
| 4. | «Літо»                                   | 02:16      |
| 5. | «Прощавай» (за участі Kuaskio)           | 02:26      |
| 6. | «Дискотека»                              | 02:56      |
| 7. | «Танці» (за участі Sad Novelist)         | 03:02      |
| 8. | «Ніч»                                    | 02:15      |